# ［18］轮烯
[18]轮烯（或[18]-轮烯）即“环十八烷九烯”，是大环轮烯家族的一员，分子式C18H18，因符合休克尔规则而有芳香性。由于环足够大，因此环内氢之间的排斥作用不很显著，整个分子基本上为平面结构（X射线晶体分析结果）。它比[10]轮烯和[14]轮烯的芳香性和稳定性都要强，可以减压蒸馏而不分解。也可以发生芳香取代反应。共振能约为155kJ/mol，与苯数据类似。
[18]轮烯分子中的C－C键键长并不相等，但也不交替：12个里面的键约为1.38Å，6个外面的键约为1.42Å。
受各向异性效应的影响，[18]轮烯的12个环外氢原子被去屏蔽，其化学位移移到了低场9.28；而6个环内氢原子则被屏蔽，其化学位移移到了高场−2.99。由此也证明了[18]轮烯的芳香性。

## 合成
它首先在1962年由Sondheimer等人合成出来，用的是1,5-己二炔在乙酸铜催化下的Eglinton反应三聚为环状多炔，然后多炔在林德拉催化剂作用下被氢气还原为烯烃。上述反应为脱氢偶联，目前只大概知道机理第一步是端基炔的去质子化，最后一步是两个炔基自由基的偶联，但这中间碳负离子是如何氧化为自由基就不清楚了，可能涉及了三键对铜(II)的配位。反应中也有一些四聚体(C24)、五聚体(C30)和六聚体(C36)产生。